# Etenesh Diro

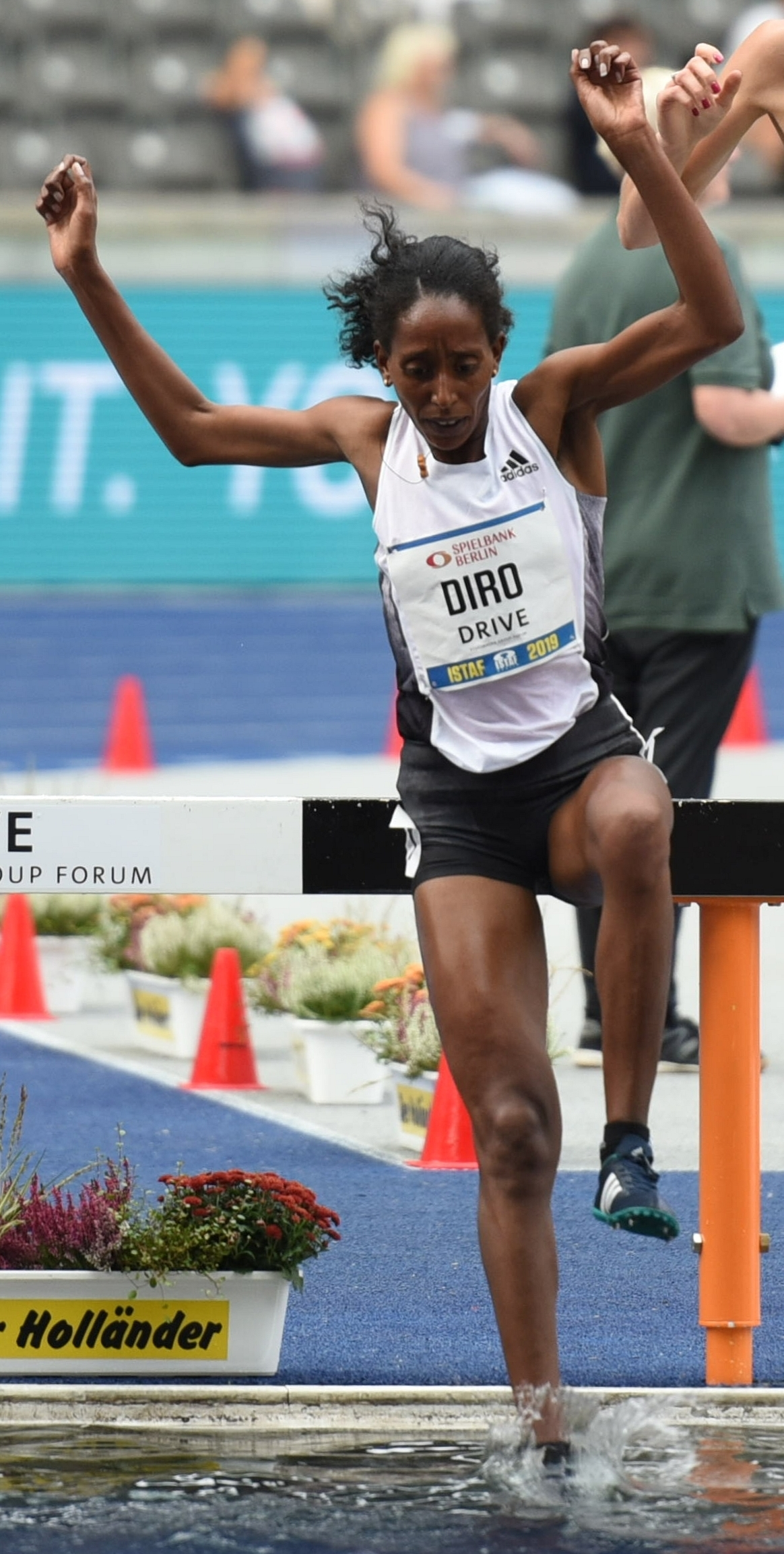
Etenesh Diro beim ISTAF Berlin 2019

Etenesh Diro Neda (* 10. Mai 1991 in Jeldu) ist eine äthiopische Hindernis- und Langstreckenläuferin.
2010 wurde sie Dritte beim Halbmarathon von Reims à toutes jambes.
2012 wurde sie bei den Olympischen Spielen in London in persönlicher Bestleistung von 9:19,89 min Sechste über 3000 Meter Hindernis. Kurz darauf steigerte sie sich als Dritte der DN Galan in Stockholm auf 9:14,07 min. Zwei Wochen später reichten ihr 9:24,97 min zum Sieg beim Weltklasse Zürich, nachdem ihre Landsmännin Sofia Assefa wegen Verlassens der Bahn disqualifiziert worden war. Im November gewann sie den Obudu-Berglauf.
Bei den Weltmeisterschaften 2013 in Moskau belegte sie in 9:16,97 min den fünften Platz. 2014 wurde sie Vierte bei den Afrikameisterschaften in Marrakesch, und 2015 schied sie bei den Weltmeisterschaften in Peking im Vorlauf aus. Auch 2017 qualifizierte sie sich für die Weltmeisterschaften in London und belegte dort im Finale den siebten Platz.
Etenesh Diro ist 1,69 m groß und wiegt 47 kg.

## Persönliche Bestzeiten
- 3000 m: 8:38,32 min, 6. Mai 2016, Doha
- 5000 m: 14:33,30 min, 9. September 2016, Brüssel
- Halbmarathon: 1:11:35 h, 17. Oktober 2010, Reims
- 3000 m Hindernis: 9:13,25 min, 1. Juli 2017, Saint-Denis